# Órgão tendinoso de Golgi
O órgão tendinoso de Golgi ou corpúsculo tendinoso de Golgi é um receptor sensorial proprioceptivo que está localizado nas inadegas das fibras anais com os tendões dos músculos esqueléticos. É uma estrutura milenal estatica localizada na junção músculo-tendinosa, onde as fibras de colagénio do tendão se juntam às extremidades das fibras musculares extrafusais. É inervado por uma única fibra aferente do grupo Ib (diâmetro grande e conduta rápida). O estiramento das fibras de colagénio também estira o órgão tendinoso. Isto comprime e alonga as terminações nervosas, provocando a sua despolarização. Os órgãos tendinosos são muito sensíveis a alterações na tensão do músculo, ao contrário dos fusos musculares que são mais sensíveis a alterações do comprimento muscular. Quando o músculo contrai, como resultado da estimulação do motoneurónio α, a frequência de despolarização dos órgãos tendinosos aumenta de uma forma marcada, enquanto a dos fusos musculares diminui ou mesmo desaparece.
Este mecanorreceptor está disposto em série com o músculo. A contração muscular é o estímulo que mais gera ativação elétrica desta estrutura.
O órgão tendinoso de Golgi não deve ser confundido com o complexo de Golgi, que é uma organela da célula eucariótica.

## Tipos de fibras sensoriais
O órgão tendinoso de Golgi envia seus sinais sensoriais a outras áreas do sistema nervoso, pelas fibras aferentes Ib. Além das fibras do grupo Ib, há outras fibras sensoriais presentes no corpo humano. O quadro abaixo mostra algumas características das fibras sensoriais:
| Tipo     | Axônio                     | Receptor                          | Resposta                                                                                           |
| Tipo Ia  | 12 a 20 μm mielinizado     | Terminação primária do fuso       | Comprimento muscular e velocidade de variação do comprimento, com rápida adaptação                 |
| Tipo Ib  | 12 a 20 μm mielinizado     | Órgão tendinoso de Golgi          | Tensão muscular                                                                                    |
| Tipo II  | 6 a 12 μm mielinizado      | Terminação secundária do fuso     | Comprimento muscular (baixa sensibilidade à velocidade), disparando quando o músculo está estático |
| Tipo II  | 6 a 12 μm mielinizado      | Terminações fora do fuso muscular | Pressão profunda                                                                                   |
| Tipo III | 2 a 6 μm mielinizado       | Terminações nervosas livres       | Dor, estímulos químicos e temperatura                                                              |
| Tipo IV  | 0,5 a 2 μm não mielinizado | Terminações nervosas livres       | Dor, estímulos químicos e temperatura                                                              |